# Svebiska riket

Svebiska riket

Iberiska halvön runt år 500

Svebiska riket var ett historiskt kungarike på den iberiska halvön som grundades av sveberna efter invasionen av Romerska Spanien 409. Det var en av de första stater som bildades i en provins av det  Västromerska riket. Riket försvann då visigoterna invaderade Spanien men vid mitten av 500-talet hade sveberna återigen etablerat ett kungarike i Galicien erkänt cirka 535. Svebiska riket var ursprungligen hedniskt men antog dan arianska kristendomen 466 och katolicismen på 560-talet. Detta kungarike förblev självständigt fram till år 585 då den visigotiske kungen Leovigild infogade riket i det visigotiska riket. 
Galicien och norra Lusitanien var avlägset belägna provinser i det romerska riket. Till skillnad från andra folk, som vandaler, västgoter, östgoter eller hunner, som spelade en stor roll i förlusten av Roms västra provinser, utgjorde sveberna praktiskt taget inget hot mot Rom. Under hela sin historia som en självständig nation upprätthöll de en betydande diplomatisk aktivitet, främst med det västromerska riket, vandalerna, visigoterna och senare frankerna.

## Svebernas ursprung

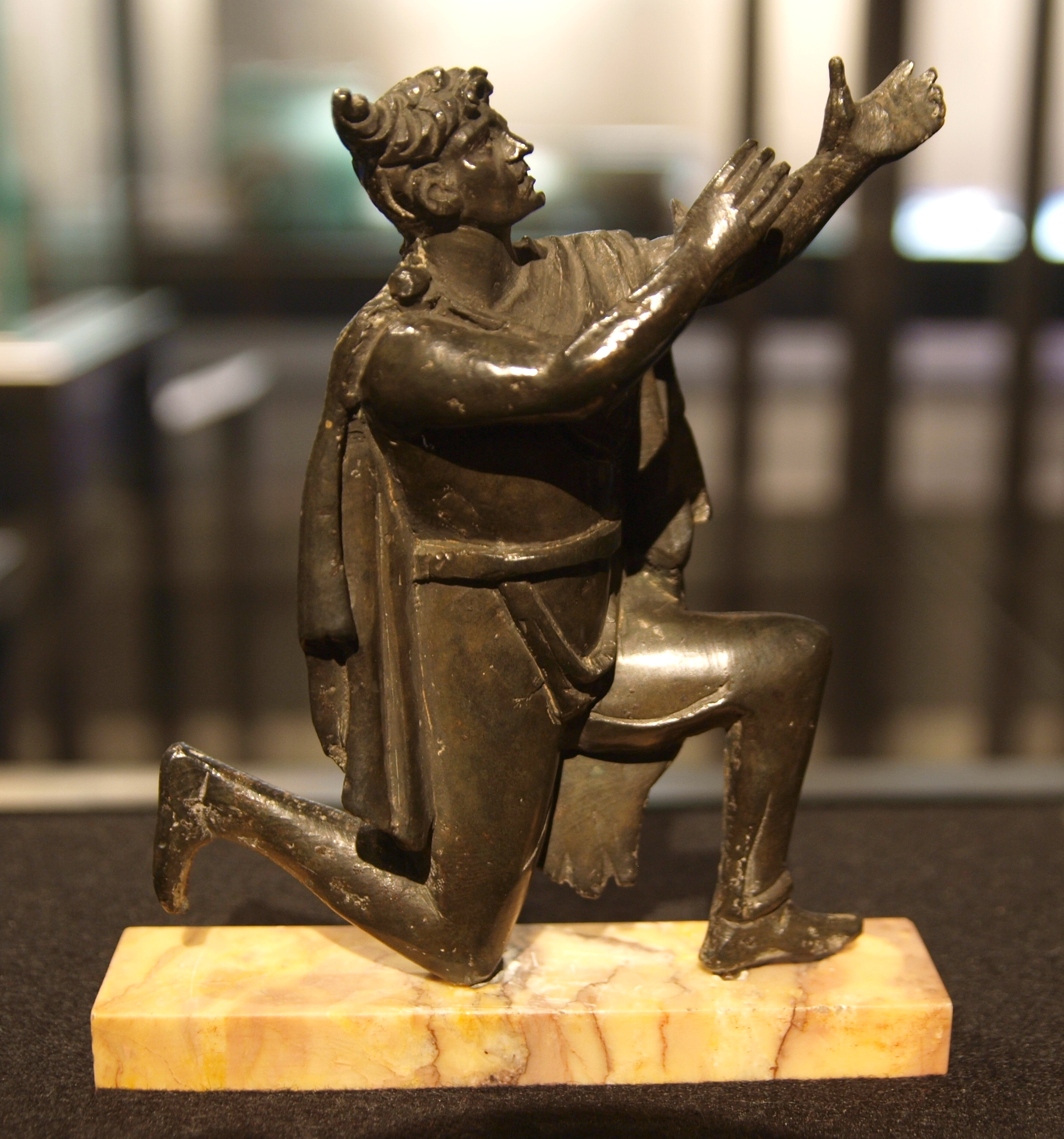
Romersk bronsskulptur från andra hälften av första århundradet föreställande en german med en svebisk knut i håret

Lite är känt om de svebiska krigare som korsade Rhen natten till den 31 december 406 och invaderade det romerska riket. Tidigare spekulerationer var att de var identiska med kvaderna, som i tidiga källor beskrivs som bosatta i norra delen av mellersta Donau – dagens Niederösterreich och västra Slovakien och spelade en viktig roll i de markomanniska krigen på 100-talet, då de tillsammans med markomannerna kämpade mot romarna under Marcus Aurelius (regent 161–180). Huvudargumentet för identifieringen av dessa sveber som kvader är hämtade från ett brev från Hieronymus till Ageruchia, som listar de inkräktare som flyttade in i Gallien år 406 – i det brevet blev kvaderna listade, men inte sveberna. Således är denna teori baserad på svebernas försvinnande  i brevet och deras  ersättande med kvaderna i denna källa. Detta stämmer inte med till andra uttalanden av samtida författare, såsom Orosius, som verkar räkna upp sveberna tillsammans med kvaderna bland de folk som korsade Rhen år 406.
Författare från 500-talet identifierade sveberna i Galicien som alemanner eller helt enkelt som germanska stammar, medan Laterculus Veronensis nämner dem på 300-talet som några sveber sida vid sida med alemannerna, kvadierna, markomannerna och andra germanska folk. Nyare forskning intar mer ståndpunkten att avsaknaden av omnämnande av sveber kan betyda att de inte utgjorde en äldre oberoende etnisk grupp, utan att de, liksom de flesta av folkvandringstidens stammar, var resultatet av en etnogenes som ursprungligen bestod av många mindre krigargrupper – bland dem delar av kvaderna och markomannerna. som kom i kontakt med varandra under det militära fälttåget från Donaudalen till den iberiska halvön.  Andra grupper av sveber nämns av Jordanes och andra författare och de bodde kvar i Donautrakten under 400- och 500-talen.
Det finns inte några klara dokumenterade orsaker till migrationen år 406, men en vanlig teori menar att migrationen av de olika germanska folken till väster om Rhen berodde på trycket från hunnerna västerut i slutet av 300-talet. Hunnernas expansionen hotade folken i denna region och tvingade dem att lämna sina rötter bakom sig. Naturligtvis är detta omdiskuterat på grund av de få tillgängliga källorna, och andra forskare misstänker istället ett det fanns ett samband med de romerska inbördeskrigen under dessa år. 
Vare sig de flyttade för att undkomma hunnerna eller inte, korsade dessa sveberna Rhen tillsammans med vandaler och alaner natten till den 31 december 406. Deras invasion av det romerska imperiet kom vid en tidpunkt då Västrom upplevde en rad invasioner och inbördeskrig. De västra delarna av imperiet upplevde goternas invasion av Italien under Radagaisus, liksom en stadig ström av andra inkräktare. Detta gjorde det lätt för de invaderande stammarn (barbarerna) att ta sig in i Gallien utan något motstånd. De orsakade betydande skada i de norra provinserna Germania Inferior, Belgica Prima och Belgica Secunda innan den västromerska regeringen hann reagera. Konstantin III (regent 407–411) lyckades dock till en början binda massan av vandaler, alaner och sveber i norra Gallien.  Men på våren 409 gjorde Gerontius uppror i Hispania och installerade sin egen Augustus, Maximus. Konstantin, som nyligen hade upphöjts till Augustus själv, begav sig till Hispania för att slå ner upproret. Gerontius reagerade genom att försöka använda vandalerna och sveberna i Gallien som fiender mot Konstantin, och övertyga dem om att mobilisera igen. Vandalerna, alanerna och sveberna började sedan tränga söderut mot romerska provinsen Hispania.
Sveberna talade ett germanskt språk och klassiska källor hänvisar till ett svebiskt språk. I synnerhet förknippas sveberna med begreppet Elbe-germanska grupper av tidiga dialekter som talades av irminonerna, som kom in i Tyskland från öster och hade sitt ursprung vid Östersjön. Under senklassisk tid upplevde dessa dialekter, som nu talades söder om Elbe och sträckte sig över Donau in i det romerska imperiet, den högtyska konsonantförskjutning som definierar moderna högtyska språk, och i sin mest extrema form, högtyska.  Baserat på några toponymiska (ortnamn) data, följde en annan germansk grupp sveberna och bosatte sig i Portugal, buristammen i regionen mellan floderna Cávado och Homem, det område som är känt som Terras de Bouro (Buris land), som kallades Burio fram till högmedeltiden.

## Plundring, bosättning och integration

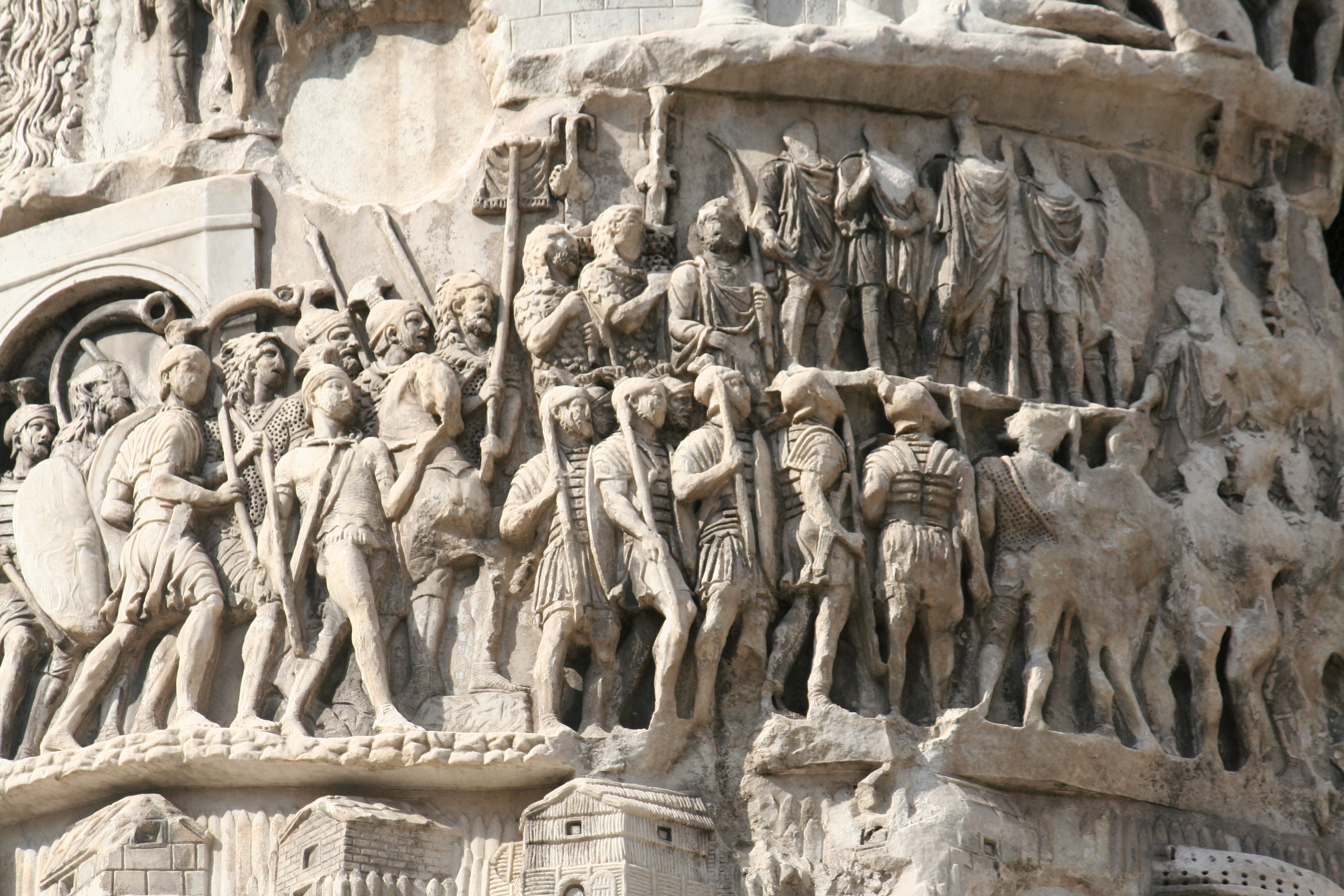
Detalj av Marcus Aurelius-kolonnen, som efter Marcus Aurelius regeringstid sattes upp året 180 i Rom eller vid triumfen 176 efter han segrar över de svebiska Markomannerna och kvaderna

Inbördeskriget på den iberiska halvön mellan Konstantins och Gerontius styrkor gjorde att bevakningen av passen genom Pyrenéerna antingen avsiktligt eller oavsiktligt försummades. Hydatius dokumenterar att vandalerna, alaner och sveberna korsade bergen till den iberiska halvön antingen den 28 september eller den 12 oktober 409. Andra l forskare menar att de två datumen var början och slutet på korsandet av de väldiga Pyrenéerna av tiotusental germaner. Detta kunde inte ha skett på en dag. Hydatius skriver att när de kom in i provinsen Hispania tillbringade de barbariska folken åren 409–410 i ett raseri och plundrade mat och varor från städerna och landsbygden. De romerska soldaterna betedde sig på samma sätt. Plundringarna orsakade en hungersnöd och enligt Hydatius tvingades lokalbefolkningen till kannibalism: "[drivna] av hunger slukade människor människokött; Också mödrar kalasade på kropparna av sina egna barn som de hade dödat och tillagat med sina egna händer."  
År 411 mäklade de olika barbargrupperna fred och delade upp provinserna i Hispania mellan sig genom lottdragning. Flera forskare tror att hänvisningen till ordet lott kan syfta på den sorterns kolonilotter, som federati fick tilldelat sig från den romerska regeringen, vilket tyder på att sveberna och de andra inkräktarna hade undertecknat ett fördrag med Maximus. Hydatius nämner aldrig något fördrag och hävdar istället att freden år 411 åstadkoms av Herrens barmhärtighet, medan Orosius hävdar att vandalernas kungar, alanerna och sveberna aktivt ingick en pakt som liknade visigoternas vid ett senare tillfälle. De delade landet mellan de fyra grupperna på följande sätt: Siling-vandalerna bosatte sig i Hispania Baetica, alanerna tilldelades provinserna Lusitania och Hispania Carthaginensis, och Hasdingi vandalerna och sveberna delade den nordvästra provinsen Gallaecia.
Vid uppdelningen av Gallaecia mellan sveberna och hasdingi vandalerna placerade sveberna i västra delen av provinsen vid Atlantens stränder, troligen mellan städerna Porto i Portugal i söder och Pontevedra i Galizien i norr. Braga blev lite senare deras huvudstad, och deras domäner expanderade senare till Astorga, och i regionen Lugo och i Minhoflodens dal. Det saknas bevis som tyder på att sveberna bebodde några andra städer i provinsen före 438.  Den ursprungliga relationen mellan provinsen Gallaeci och dess innevänare och sveberna var inte så orolig som ibland antyds. Hydatius nämner inte någon konflikt med lokalbefolkningen mellan 411 och 430. Vidare berättade Orosius att nykomlingarna förvandlade sina svärd till plogar när de fick kontroll över sina nya landområden.

## Rikets födelse 411–438
År 406 gick en konfederation av germanstammar, bland andra sveberna, över Rhen och in i Gallien. Där plundrade de i tre år fram till hösten år 409, då de gick över Pyrenéerna och efter att ha plundrat även pyreneiska halvön grundade ett rike i Galicien.
Enligt Hydatius von Aquae Flaviae nådde sveberna, vandalerna och alanerna två år efter sitt intåg på den iberiska halvön 409 en överenskommelse om att sluta med den plundring, som de fram till dess hade utsatt de före detta romerska provinserna Hispania för. De bosatte sig sedan permanent i provinsen. Därefter behärskade alanerna Lusitania och Cartagena och Silingo-vandalerna, Baetica; medan Hasdingivandalerna behärskade inland i nordöst och regionen Lugo och Astorga, och slutligen sveberna Galicien. Totalt beräknar man att germanerna utgjorde cirka 200 000 personer, inklusive kvinnor och barn, medan den spansk-romerska befolkningen var cirka fem miljoner alltså 25 gånger större.

### Sveberna under Ermenrik
För att försöka återta dessa territorier undertecknade det västromerska rikets kejsare Constantius III ett foedus med den visigoterna. Från år 418 leddes visigoterna av sin rex Wallia som med sin armé trängde in på den iberiska halvön.De angrep först de schylingiska vandalerna och alanerna och besegrade dem nästan till förintelse. Med den auktoritet som kejsaren hade gett honom återtog han sedan de rikaste och mest romaniserade provinserna i Hispania. Från alaner och silingovandaler återtog han Baetica, Lusitania, Tarragona och Cartagena. Hasdingi och Sveberna skonades under Wallias fälttåg. Efter detta fick visigoterna land i Akvitanien, där de bosatte sig under Wallia.
År 419 utbröt en konflikt mellan vandalerna under Gunderik och sveberna, som nu leddes av deras rex (som vid den tiden fortfarande betydde "ledare" snarare än "kung") Ermenrik.  Troligen uppkom konflikten till följda av den  fattigdom i de områden som hade tillhört hasdingi-vandalerna. Befolkningens antal i området  ökade med införlivandet av spridda grupper av vandaler och alaner som hade besegrats av visigoterna. De båda arméerna möttes i Nerbasiusbergen. Sveberna blev omringade och belägrade på en okänd plats i bergen och räddades från att bli helt förintade, genom ett ingripandet av en kejserlig armé under befäl av den kommande Hispaniarum Asterius. Romarna attackerade sedan vandalerna och tvingade dem att dra sig tillbaka till Baetica, dagens Andalusien vilket lämnade svebierna kvar som den mäktigaste gruppen i hela provinsen.
När vandalerna förberedde sin övergång till Afrika år 429 flyttade en svebisk krigsherre vid namn Heremigarius till Lusitania för att plundra, men slogs tillbaka av den nya vandalledaren rex Genseric. Heremigarius drunknade i Guadianafloden under reträtten. Detta är det första dokumenterade fallet om en väpnad svebisk aktion utanför Galicien. Efter att vandalerna lämnat Hispania för Afrika var sveberna den enda kvarvarande barbariska folkstammen i den gamla romerska provinsen Hispania.
Enligt Luis A. Gómez Moreno var "utan tvekan (var) den kejserliga regeringen intresserad av att förhindra en överhöghet för den då mäktigaste folkliga grupperingen, Hasdingi" och de till antalet mycket mindre sveberna utgjorde en inte samma fara. Hasdingi vandalerna, som leddes av sin kung Gunderik, hävde belägringen och begav sig söderut, efter att de först hade dödat ett antal sveber i Braga. Efter 10 år som härskare  i Baetica  lämnade de år 429 för Nordafrika.
Ermenrik tillbringade resten av sina år med att befästa det svebiska styret över hela provinsen Gallaecia det moderna Galicien. År 430 bröt han den gamla freden med lokalbefolkningen och plundrade i centrala Galicien. De mindre romaniserade galicierna hade då återställt de gamla befästningarna från järnäldern. Ermenrik lyckades tvinga fram en ny fred, som beseglades med utväxling av fångar. Icke desto mindre bröt nya fientligheter ut 431 och 433. År 433 sände Ermenrik en lokal biskop vid namn Synphosius som ambassadör till befolkningen.  Detta är det första beviset på samarbete mellan sveberna och den lokala befolkningen. Under 430-talet besegrade sveberna efter långa strider de kvarvarande  grupperna av invaderande germanska stammarna och lade sedan under sig större delen av iberiska halvön. Det var dock inte förrän 438 som en varaktig fred slöts i provinsen, som skulle vara i tjugo år.

## Riket under resten av  400-talet

### Rechila

Kartor över kung Rechilas erövringar (438 bis 448)

År 438 insjuknade Ermenrich. Han hade då tagit kontroll över hela den tidigare romerska provinsen Gallaecia och slutit fred med den lokala romerska befolkningen. Han utnämnde sin son Rechila till ny rex (kung) över sveberna. Rechila fortsatte den expansionistiska politiken och började utöva påtryckningar på andra områden på den iberiska halvön. Han drog nytta av den västromerska regeringens svaghet, som var  resultat av ett nytt romerskt inbördeskrig 430 till 435. Under år 438 genomförde han ett fälttåg i Baetica, där han besegrade den romerske dux Andevotus vid floden Genil i öppen strid och erövrade stort krigsbyte. År 439 invaderade sveberna Lusitanien och erövrade dess huvudstad, Mérida, som kort därefter blev den nya huvudstaden i Svebiska riket. Rechila fortsatte sina krigståg och år 440, efter belägring tvingades den romerske stormannen Censorius att kapitulera i viktiga staden Mértola. År 441 erövrade Rechilas trupper Sevilla, Baeticas huvudstad. Några år efter Ermenriks död lyckades sveberna  kontrollera hela Baetica och Karthaginensis.  Mångahistoriker menar att den svebiska erövringen av Baetica och Karthaginensis egentligen var begränsade räder, och att de drog sig tillbaka igen efteråt. Den svebiska närvaron varade faktiskt bara en mycket kort tid.
Den västromerska regeringen skickade år 446 magister utriusque militiae Vitus, understödd av federerade goter, till provinserna Baetica och Carthaginensis, för att underkuva sveberna och återupprätta den kejserliga kontrollen över Hispania. Rechila mötte romarna och drev Vitus på flykten. Efter det gjordes inga fler kejserliga försök att återerövra Hispania förrän 459. 448 dog Rechila en tidig död. Han var fortsatt inte kristen utan hedning och hans krona övergick till hans son Rechiar.

### Rechiar
Rechiar var katolsk kristen när han efterträdde sin far år 448. Han blev då en av de första katolska kristna härskarna över germanska krigare, och den förste som präglade mynt med eget namn. Äldre forskning antog att präglingen av de egna bronsmynten var ett tecken på svebisk autonomi. Bruket av myntprägling under senantiken tolkades som anspråk på att vara oberoende.  Idag antar man att endast prägling av guldmynt var ett kejserligt privilegium. Rechiar fortsatte att placera bilden av den romerske kejsaren på guldmynten – men bilden var av Honorius, som hade dött redan 423.
Rechiar började sin karriär som sin far och farfar med djärva politiska steg. Han gifte sig med dottern till visigoten Theoderik I år 448, troligen för att förbättra förhållandet mellan de båda stammarna. Han genomförde en rad framgångsrika plundringståg i Baskien,  i Zaragoza och Lleida, i Hispania Tarraconensis. Den nordöstra fjärdedelen av halvön från Medelhavet till Biscayabukten var fortfarande under kejserligt styre. I Lleida tog han fångar som deporterats som livegna tillbaka till de svebiska områdena i Galizien och Lusitanien. Västromerska riket skickade upprepade gånger ambassadörer för att förhandla med sveberna, men år 455 plundrade sveberna återigen i Karthaginensis efter kejsar Valentinianus III:s död. Kaos hade brutit ut. Som svar skickade den nye kejsaren Avitus och visigoterna ett gemensamt meddelande. De påminde sveberna om den fred som hade slutits med Rom också hade beviljats av goterna. Men Rechiar företog i uppenbart trots två nya fälttåg i Tarraconensis 455 och 456, varifrån han återvände med ett stort antal fångar.
Avitus sände då Theoderik II över Pyrenéerna till Galicien. Han ledde en stor armé av foederati, som även inkluderade burgunderna under Gundovech och Chilperik.  Sveberna mobiliserade sitt krigsfolk, och de två arméerna möttes den 5 oktober 456 vid floden Órbigo nära Astorga. Theoderik II:s trupper besegrade sveberna. Många sveber dödades i striden och många andra tillfångatogs men några kunde undkomma och fly.  Rechiar var sårad och flydde  mot kusten, förföljd gotiska trupper som intog och plundrade Braga den 28 oktober 456. Senare greps Rechiar i Porto och  dödades troligen när han försökte ta sig ombord på ett fartyg. Nederlaget var så stort att det svebiska riket, enligt Hydatius, upphörde att existera. Efter Rechiars död fortsatte Theoderik kriget mot sveberna men återvände sedan till Gallien. Theoderiks återvändande berodde förmodligen på oro över den nye kejsaren Majorianus och magister militum Ricimer, som var en halvsveb – kanske till och med en släkting till Rechiar. Hans allierade och goterna plundrade sig fram tillbaka till Pyrenéerna via Astorga, Palencia och andra platser.

### Konkurrerande härskare
Sveberna hade förlorat kontrollen över större delen av sina tidigare territorier, men troligen bestod deras kungarike i Galicien. En av dem som kämpade om makten i riket var Rekhimund (459-61). Fyra andra aspiranter till tronen är också kända från perioden, bland dessa Maldras (456-460). Mest inflytelserik blev Remismund  som styrde från 464 och åter lyckades ena sveberna. Omkring år 500 kontrollerade sveberna åter större delen av Gallaecia och nordöstra delarna av Lustiania. 500-talets historia är synnerligen dåligt känd.
Efter Rechiars död hade den kungliga blodslinjen utplånats, och den traditionella proceduren för svebernas ärftliga succession. År 456 tog Agiulf över ledarskapet över sveberna. Bakgrunden till Agiulfs maktövertagande är oklar. Hydatius skriver att han var en gotisk desertör, medan Jordanes uppger att han var en man av stammen warne som hade utsetts av Theoderik att styra Galizien. Han övertalades av sveberna att ge sig in på detta äventyr. Han tid vid makten blev kort för han dödades i Porto i juni 457. Hans uppror mot visigoterna, som fick stöd av Majorianus beväpnade anhängare minskade trycket på sveberna. Om året 456 rapporterar Hydatius att sveberna hade upphöjt Maldras till sin rex. Sveberna valde själva en ny ledare. Valet av Maldras splittrade sveberna, då andra följde en annan kung Framta (Framato), som också dog 457 eller 458. Båda fraktionerna av sveber sökte få till stånd en fred med de lokala galicierna. År 458 skickade visigoterna åter en armé till Hispania, som anlände till Hispania Baetica i juli. Då berövades sveberna denna provins och de kom sedan aldrig tillbaka. Denna visigotiska fältarmé stannade på Iberiska halvön i flera år. År 459 marscherade kejsar Majorianus själv till Hispania i spetsen för en armé och utnämnde romerska guvernörer och befälhavare där för sista gången.
Maldras dödades år 460 efter fyra år som regent. Under denna tid plundrade han sveber och romare i Lusitania utan åtskillnad och längs Douroflodens dalgång. Sveberna i norr delen valde Rechimund som ledare som plundrade i Galizien 459 och 460. Han erövrade den muromgärdade staden Lugo, tidigare romerskt styrd. Goterna armé försökte straffa sveberna, som bosatt sig i utkanten av staden och omgivningarna. Goternas planer förråddes  av lokalbefolkningen och misslyckades. Lugo blev ett viktigt centrum för sveberna och huvudstad för Rechimund. I söder efterträddes Maldra  av Frumarius (460-465 e.Kr.) som tog över hans fraktion. Frumarius död 464 avslutade perioden av interna meningsskiljaktigheter bland sveberna. Samtidigt upphörde sveberna permanenta konflikt med den infödda lokala befolkningen.

### Remismund
År 464 blev Remismund, en ambassadör som hade rest flera gånger mellan Galizien och Gallien, vald till ny rex. Remismund lyckades ena de svebiska fraktionerna under sitt styre och återställa freden. Han blev också erkänd, troligen till och med av Theoderik, som skickade honom gåvor och vapen tillsammans med en kvinna. Under Remismunds ledning skulle sveberna invadera de omgivande länderna igen och plundra Lusitania och Conventus Asturicenses territorier. De kämpade fortfarande mot lokala galiciska stammar, som Aunonenses, som vägrade att underkasta sig Remismund. År 468 lyckades sveberna förstöra en del av murarna i staden Conimbriga i Lusitania. Staden plundrades och övergavs sedan till stor del. De flesta invånarna flydde eller fördes norrut som slavar. 469 lyckades man erövra Lissabon, vars ledare Lusidio kapitulerade. Senare blev Lusidio  svebernas ambassadör hos kejsaren. Hydatius krönika slutar år 468 och vi vet inget om Remismunds senare öde. Sveberna förblev troligen mestadels hedniska tills missionären Ajax, som hade sänts ut av den visigotiska kungen Theoderik II på begäran av Remismund, sägs ha omvänt sveberna till arianismen år 466. Han etablerade en permanent ariansk kyrka som dominerade religionen till man konverterade till katolicismen på 560-talet.

## Administration
Mycket lite är känt om administrationen av det svebiska kungariket. Uppbörden av skatter följde troligen samma mönster som de administrativa strukturerna i det romerska riket. Kungadömet var enligt uppgift ärftligt och kronan gick i arv från far till son rent formellt. Kungarna hade ett hov, en kunglig fond, troligen ett arkiv och de präglade sina egna mynt. Om det funnits skrivna lagar eller administrativa dokument har de inte överlevt till våra dagar.
Hydatius nämner att de arianska visigoterna som erövrade Braga år 456 förstörde stadens katolska kyrkor. Sveberna konverterade själva från arianismen till katolicismen under tiden som deras kungadöme existerade, men detaljerna kring omvändelsen till katolicismen är okända. Det måste dock ha ägt rum före de katolska biskoparnas möte i Braga, svebernas huvudstad, år 561.

## Rikets senare historia
Vid mitten av 500-talet hade sveberna återigen etablerat ett kungarike i Galicien och blev formellt ett erkänt kungarike cirka 535. Dess kärnområde var Galicien, men det omfattade under kortvarigare perioder större delen av nuvarande Portugal. Svebiska riket var ursprungligen hedniskt men antog dan arianska kristendomen 466 och katolicismen på 560-talet. År 585 utbröt en tronföljdstvist där den visigotiske kungen Leovigild blev inblandad. Audeka, den siste kungen av sveberna avsattes. Det svebiska kungariket förblev självständigt fram till år 585 då det infogades i det visigotiska riket av den visigotiske kungen Leovigild.

### Den arianska perioden
Källorna är få därför är ytterst lite känt om de 80 åren mellan 470 och 550. Troligen stabiliserades det germanska styret under denna tid. Vid mitten av 500-talet talas oftare om ett reguljärt kungadöme. Isidor av Sevilla skriver på 600-talet att det fanns många aktiva människor på den tiden – de tillhörde alla den arianska kyrkan. Ett tidigmedeltida dokument som heter Divisio Wambae nämner en kung (rex) vid namn Theodemund, som annars är okänd av historien.  Mindre tillförlitliga och mycket senare krönikor nämner flera kungars regeringstid under namnen Ermenrich II, Rechila II och Rechiar II.
En inskription som hittats i Portugal är mer tillförlitlig. Inskriptionen vittnar om en kyrka som grundades av en nunna år 535 under Veremunds styre. Denne Veremund omnämns som "den lugnaste rex Veremund". Denna inskription tillskrivs dock också kung Bermudo II av León och skulle då vara betydligt yngre och mindre tillförlitlig. Ett brev från påven Vigilius till biskopen av Braga Profuturus, som skickades omkring år 540, berättar att katoliker konverterade till arianismen och att vissa katolska kyrkor förstördes under perioden under okända omständigheter.

### Konvertering till katolicismen
Konverteringen av svevierna till katolicismen presenteras på mycket olika sätt i källorna. Protokollet från den första synoden i Braga – som ägde rum den 1 maj 561 – säger uttryckligen att synoden hölls på order av en kung vid namn Ariamir. Även om hans katolicism inte betvivlas av forskarna, har det förnekats att han var den första svebiska monarken som var katolik sedan Rechiar. Det finns inte någonstans uttryckligen noterat att han var den förste katolske kungen. I vilket fall som helst var han förmodligen den förste som höll en katolsk synod. Isidore av Sevillas uppger i sin Historia suevorum att det var rex Theodemar som inledde sitt folks omvändelse från arianismen till katolicismen med hjälp av en missionär Martin från Braga. Och enligt den frankiske historikern Gregorius av Tours, sägs en annars okänd härskare vid namn Chararic. Han lovade att acceptera helgonens tro om bara hans son kunde botas från spetälska. Genom den helige Martins reliker och förbön blev sonen naturligtvis helad i den historien och Chararic med hela sitt hushåll konverterade då till den nicenska tron. Eftersom ankomsten av relikerna av S:t Martin av Tours och omvändelsen av Chararic sammanfaller med ankomsten av S:t Martin av Braga, det vill säga omkring 550, har denna legend tolkats som en berättelse om S:t Martin av Bragas pastorala arbete och hans hängivenhet till S:t Martin av Tours.

### Olika bilder hos forskarna
De flesta forskare har försökt att förena dessa olika historier. Det har hävdats att Chararic och Theodemar måste ha varit efterträdare till Ariamir, eftersom Ariamir var den förste svebiska regenten som upphävde förbudet mot katolska synoder. Isidors kronologi skulle vara felaktig. Reinhart föreslog att Chararic först omvändes genom relikerna av St. Martin, och att Theodemar senare konverterade på grundval av Martin av Bragas predikningar. Forskaren Dahn likställde Chararic med Theodemar. Det senare namnet skulle ha varit ett dopnamnet för Chararic. Det finns andra föreslag också som menar att Theodemar och Ariamir var samma person, och dessutom var son till Chararic. Enligt andra historiker är Chararic inget annat än ett misstag av Gregorius av Tours, det vill säga en person som aldrig existerat. Om Martin av Braga dog omkring år 580 och var biskop i omkring 30 år, som Gregorius av Tours antyder, måste Chararics omvändelse ha ägt rum senast omkring år 550.  Ferreiro anser att omvandlingen av sveberna skedde gradvis och inte vid ett enskilt tillfälle, och att Chararics offentliga konvertering följdes av upphävandet av förbudet mot katolska synoder under hans efterträdares, som var Ariamir. Theodemar startade sedan förföljelsen av arianerna i sitt rike. Helt annan bild ger krönikören Johannes av Biclaro som tillskrev svebernas omvändelse inte till en sveb, utan till en visigot. Han placerar datumet för deras omvändelse till  nämligen mellan 587 och 589. Detta motsvarar den period då det svebiska riket hade absorberats av visigoterna.

### Riket på 500-talet fram till annekteringen av visigoterna

#### Britter

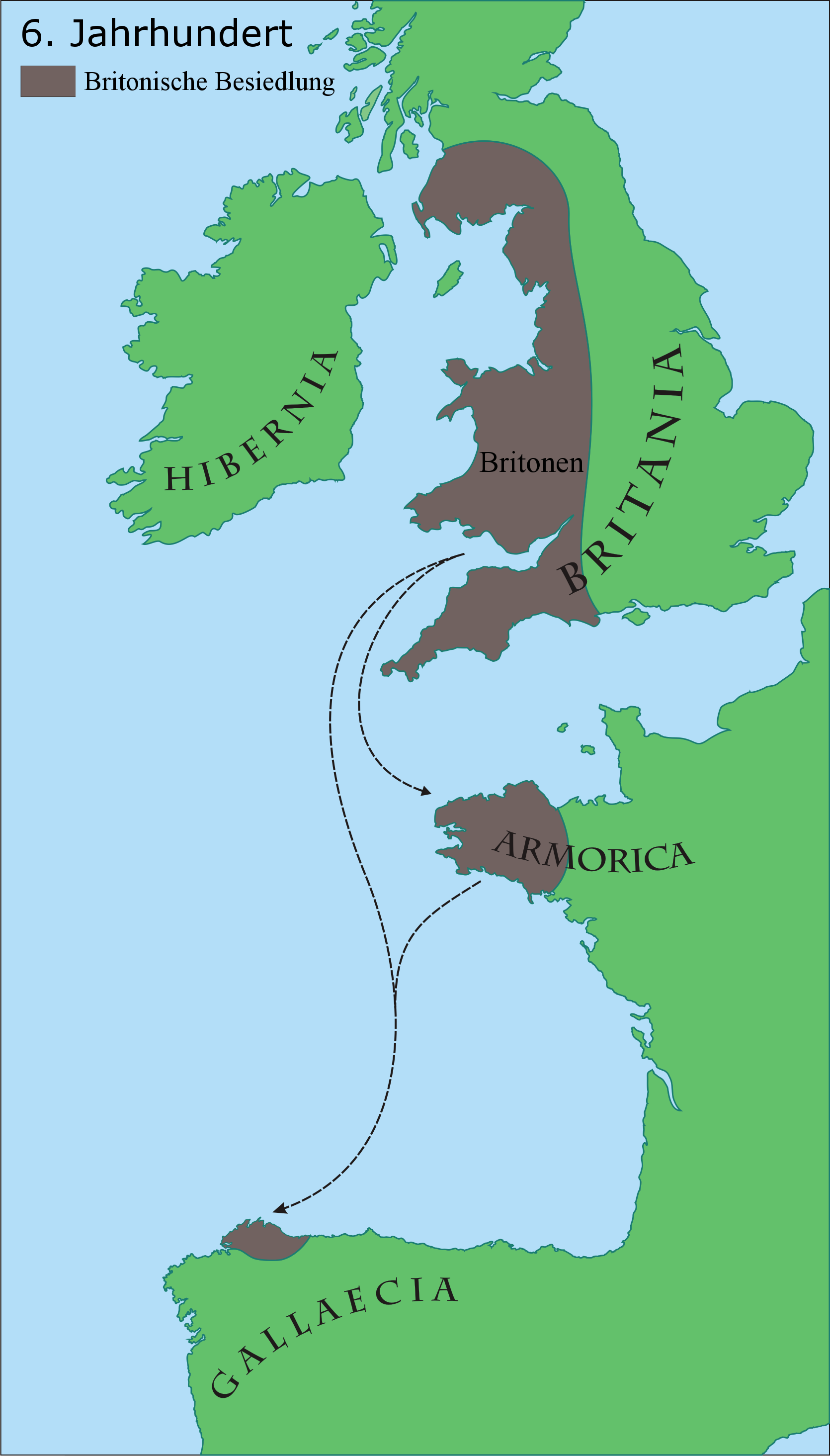
Bretonska bosättningar under 500-talet.

Antingen i slutet av 400-talet eller början av 500-talet, bosatte sig en grupp romaniserade britter  i norra delen av det svebiska kungadömet Gallaecia De var på flykt från anglosaxarna.  Detta område uppkallades efter dem och fick heta Britonia. Bosättningen är känd främst från kyrkliga källor. Dokument från det andra konciliet i Braga år 572 visar att det fanns ett stift som kallades Britonensis ecclesia (Brittiska kyrkan) och ett sedes Britonarum (biskopssätet för britterna). Enligt det kyrkliga dokumentet,känt som Divisio Theodemiri eller Parochiale suevorum, hade britterna sina egna kyrkor och ett kloster som kallades Maximi. Klostret var troligen identiskt med det senare klostret Santa Maria de Bretoña. Den biskop som representerade stiftet vid det andra konciliet i Braga bar det brytonska namnet Mailoc.  Biskopssätet fanns kvar vid flera koncilier in på 600-talet.

#### Kungarna Ariamir och Theodemar
Den 1 maj 561 sammankallade kung Ariamir det första konciliet i Braga. Ariamir beskrivs i dokumenten från konciliet som "den mest ärorika kung Ariamir". Det var det första katolska konciliet som ägde rum i Svebiska riket. Mötet handlade främst om att fördöma priscillianismen. Arianismen däremot nämndes inte på mötet. Präster som bar utsmyckade kläder och "granos" blev tillrättavisade. Granos förklarades vara en hednisk sed. Ordet granos är ett germanskt ord som syftar på antingen flätor, långa skägg, mustascher eller svebiska knutar. Av de åtta biskopar som sammanträdde var det bara en som bar ett germanskt namn, biskop Ilderic.
Senare höll kung Theodemar, troligen Ariamirs efterträdare, ett koncilium i Lugo den 1 januari 569, som handlade om rikets administrativa och kyrkliga organisation. På kungens begäran delades kungariket Galizien upp i två provinser eller synoder med metropoliter i Braga och Lugo, och tretton biskopssäten utsågs varav några nya. Nya biskopar valdes till de nya biskopssätena. I norr delen fanns biskopssätena Iria Flavia, Britonia, Astorga, Ourense och Tui under metropoliten av Lugo. I söder under Braga fanns stiften Dume, Porto, Viseu, Lamego, Coimbra och Idanha-a-Velha.  Stiften var sedan indelade i mindre enheter, som kallades ecclesiae och pagi (motsvarande församlingar och pastorat). Valet av Lugo som metropol i norr berodde på dess centrala läge för de underlydande stiftssätena. Ett stort antal sveber bodde i  området kring Lugo och de besökte  ofta denna stad.

### Kung Miro

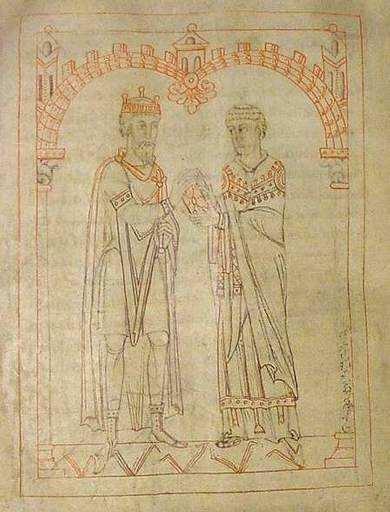
Kung Miro av Galicien och Sankt Martin av Braga; från Martins Formula Vitae Honestae, manuskript från omkring 1145; som finns i Österrikes nationalbibliotek. Martin av Bragsas verk tillägnades ursprungligen kung Miro: "Till kung Miro, den härligaste och lugnaste, den frommaste, ytterst känd för sin katolska tro."

Enligt Johan av Biclaro efterträdde Miro Theodemar som kung över sveberna år 570.  Under hans tid utmanades det svebiska riket återigen av visigoterna, som under sin kung Leovigild förstärkte sitt rike, som tidigare hade minskat i betydelse och som hade styrts av icke-visigoter sedan de besegrades av frankerna i slaget vid Vouillé.
År 572 genomförde Miro det andra konciliet i Braga. Konciliet leddes av den pannoniske prästen Martin av Braga, som var ärkebiskop i huvudstaden, men Nitigis av svebiskt blod, som var katolsk ärkebiskop av Lugo och norra rikets metropolit, hade inflytande i denna församling. Martin av Braga sägs ha varit en kultiverad man som gillades av Isidor av Sevilla, Venantius Fortunatus och Gregorius av Tours för att ha lett sveberna till katolicismen och främjat rikets kulturella och politiska renässans.  Martin Braga postulerade enheten och renheten i den katolska tron i Galizien och för första gången blev Arius misskrediterad. Av de tolv biskoparna var fem sveber, nämligen Nitigius från Lugo, Wittimer från Ourense, Anila från Tui, Remisol från Viseu, Adoric från Idanha-a-Velha. Dessutom tillkommer britten Mailoc.
Samma år 572 ledde Miro en krigsexpedition mot Runcones. Den visigotiske kungen Leovigild var samtidigt upptagen med framgångsrika militära aktiviteter i söder. Han hade återerövrat städerna Córdoba och Medina-Sidonia åt visigoterna och framgångsrikt anfallit området kring staden Málaga. Leovigild närmare sig 573 och det svebiska territoriet med sina fälttåg. Först ockuperade han Sabaria, och behärskade de arenesiska bergen och Kantabrien, där han fördrev motståndarna. År 576 avancerade han in i Galizien och hotade det Svebiska rikets gränser. Miró sände honom sändebud och slöt tillfälligt fred med Leovigild. Vid denna tid skickade sveberna troligen andra sändebud till den frankiske kungen Guntram I, men dessa sändebud fångades av hans bror kung Chilperik I nära Poitiers och fängslades senare enligt Gregorius av Tours.
År 579 gjorde prins Hermenegild uppror mot sin far Leovigild, och utropade sig till kung. I Sevilla hade han konverterat till katolicismen under inflytande av sin hustru, den frankiska prinsessan Ingund, och Leanders av Sevilla. Han var därmed i öppen opposition till sin far som var trogen arian. 582 samlade Leovigild  sina trupper för att besegra sin son. Leovigild intog först Mérida och sedan marscherade han till Sevilla år 583. Hermenegilds uppror stöddes av det östromerska riket, som hade kontrollerat delar av de södra kustregionerna på den iberiska halvön ända sedan kejsar Justinianus I. Sveberna stödde också honom. 583 tågade Galiciernas kung Miro söderut med sin här, i avsikt att bryta belägringen av Sevilla. Han blev tillfångatagen av Leovigild och tvingades att sluta ett avtal om ömsesidig hjälp med honom. Efter utväxlande av gåvor för att stadfästa avtalet återvände Miró till Galizien, där han blev sjuk och dog en kort tid senare. Enligt Gregorius av Tours dog han av Spaniens dåliga vatten. Johan av Biclaro och Isidore av Sevilla ger en annan bild av hans död men moderna historiker ser Gregory of Tours version som trovärdigast.  Hermenegilds uppror var krossat 584. Han blev fånge och mördades 585. Leovigild betalade bysantinerna 30 000 solidi och sedan vägrade de att stödja hans son.

### De sista kungarna

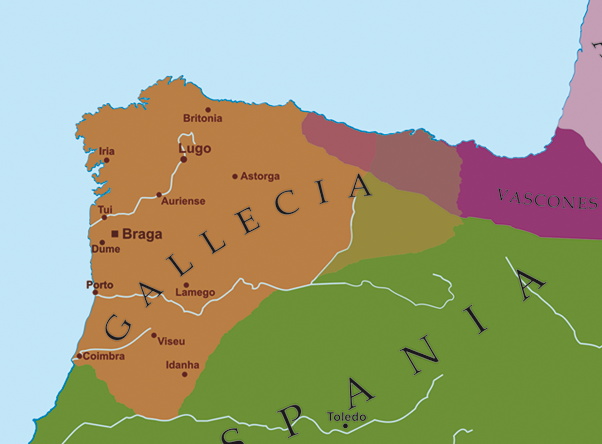
Karta över det svebiska kungariket Gallaecia under 500-talet.

Efter Miros död gjordes hans son Eburic till kung - men inte förrän tecken på uppskattning och vänskap hade skickats till den västgotiske kungen Leovigild. Inom ett år grep Audeca makten, och han skickade Eburic till ett kloster och tvingade honom att bli präst för att förhindra att han gjorde anspråk på tronen. Därefter gifte Audeca sig med Siseguntia, den döde kung Miros änka, och gjorde sig själv till kung. Denna omvälvning och vänskapsförbindelsen med Eboric gav  kung Leovigild ursäkten att attackera det svebiska riket. År 585 började Leovigild krig mot sveberna och invaderade Galicien. Med Johannes av Biclaros ord: Kung Leovigild härjade i Galicien och berövade Audeca hela riket. Det svebiska  folket förlorade sina skatter och svebernas land underkastades hans makt och förvandlades till en provins av goterna.
Under det västgotiska fälttåget mot sveberna anföll frankerna kung Guntrams Septimanien. Detta kan ha varit ett försök att stödja sveberna. Samtidigt skickade frankerna skepp till Galicien, men de erövrades av Leovigilds trupper, som tog hand om lasten och dödade eller förslavade besättningen. Därefter införlivades svebernas riket i visigoternas imperium, som en av deras tre administrativa provinser - Gallaecia, Hispania och Galia Narboniensis. Audeca tillfångatogs. Han fick håret klippt och tvingades att bli präst. Han skickades i exil till Beja, i södra Lusitania. 
Samma år, 585, gjorde en annan man vid namn Malaric uppror mot goterna och gjorde anspråk på svebernas tron för sig själv. Men han besegrades och fördes i bojor inför Leovigild.

## Annektering
Efter erövringen stärktes arianismens ställning bland sveberna åter genom Leovigilds styre.  Men detta varade bara en kort tid, eftersom Reccared, efter sin far Leovigilds död, öppet verkade för masskonvertering av visigoter och sveber till katolicismen. Reccaredes planer var väckte motstånd och en grupp arianska konspiratörer försökte omintetgöra denna konvertering . Motståndarnas ledare, Segga, förvisades till Galizien efter att ha fått båda händerna avhuggna. Religionsbytet verkställdes vid det tredje konciliet i Toledo. 72 biskopar från Hispania, Gallien och Galicien närvarade vid konciliet. Åtta av dessa avsade sig arianismen – bland dem fanns fyra sveber: Beccila från Lugo, Gardingus från Tui, Argiovittus från Porto och Sunnila från Viseu. Omvändelsen beskrevs av kung Reccared: Det är inte bara goternas omvändelse vi har fått som en förmån, utan också et stor mångfald av sveberna, som vi har underkastat vårt rike med guds hjälp. Fastän de har förletts till kätteri på grund av yttre villfarelser, har vi med vår flit fört dem till sanna läran. I ett brev som påven Gregorius den store skickade till honom beskrevs Reccared som "kung över visigoterna och sveberna".
Under goterna behölls till en början det svebiska rikets administrativa apparat. Många av de svebiska territoriella gränsdragningar som hade etablerats under Theodemars regeringstid bevarades. Myntverket fortsatte att existera som ett visigotiskt myntverk. Från mitten av 600-talet genomfördes en reform av administrationen och kyrkostrukturen, vilket ledde till att de flesta av de tidigare nämnda mynten försvann. Undantag från detta var mynten från städerna Lugo, Tui och Braga. De nordlusitanska stiften Lamego, Viseu, Coimbra och Idanha-a-Velha, som var belägna i områden som annekterats av Galizien på 400-talet, placerades åter under Méridas överhöghet. Under 500- och 600-talen förekom ingen märkbar gotisk invandring till Galicien.